# Marcus Aelius Aurelius Theo
Marcus Aelius Aurelius Theo war ein im 3. Jahrhundert n. Chr. lebender römischer Politiker. Durch eine Inschrift, die in Ariminum gefunden wurde, sind einzelne Stationen seiner Laufbahn bekannt.
Theo begann seine Laufbahn als Decemvir Stlitibus Iudicandis. Danach leistete er seinen Militärdienst als Tribunus militum laticlavius; zuerst in der Legio XI Claudia, die ihren Hauptstandort in Durostorum in der Provinz Moesia inferior hatte und danach in der Legio XII Fulminata, die ihr Hauptlager in Melitene in der Provinz Cappadocia hatte.
Im Anschluss wurde er direkt in die Reihen der ehemaligen Quaestoren aufgenommen (adlecto inter quaestorios), ohne zuvor das Amt des Quaestors ausgeübt zu haben. Danach war er Tribunus plebis und Praetor; darüber hinaus wurde er in das Priesterkollegium der sodales Hadrianales gewählt. Als letztes ausgeübtes Amt ist in der Inschrift iuridicus de infinito per Flaminiam et Umbriam Picenum angegeben.
Durch eine Inschrift, die in Bostra gefunden wurde, ist er als Statthalter (Legatus Augusti pro praetore und Praeses) in der Provinz Arabia belegt. In einer Inschrift aus Bostra, die ihm zu Ehren von Angehörigen der Legio III Cyrenaica Valeriana Galliana errichtet wurde, wird er als consul designatus bezeichnet. Durch den Beinamen Valeriana Galliana der Legion lässt sich die Statthalterschaft in die gemeinsame Regierungszeit von Valerian und Gallienus (253–260) datieren; wahrscheinlich übte er das Amt von 253 bis 256 aus. Er ist durch weitere Inschriften als Statthalter in Arabia nachgewiesen.
Theo war in Ariminum Patron.